# الکسیا پوتیاس
الکسیا پوتیاس (به اسپانیایی: Alexia Putellas‎؛ زادهٔ ۴ فوریهٔ ۱۹۹۴) بازیکن فوتبال اهل اسپانیا در پست هافبک تهاجمی است که در باشگاه فوتبال زنان بارسلونا بازی می‌کند و با این تیم سه بار قهرمان لیگ اسپانیا شده‌است. وی اولین زن تاریخ فوتبال می‌باشد که دو بار پیاپی برنده توپ طلا در سال‌های ۲۰۲۱ و ۲۰۲۲ شده‌است.همچنین او برنده جایزه دبست بهترین بازیکن زن جهان و برنده جایزه بهترین بازیکن سال اروپا شده است. 
او همچنین از اعضای تیم ملی فوتبال زنان اسپانیا است. او در ۲۹ نوامبر ۲۰۲۱ برنده توپ طلا زنان اوف شد و پوتیاس به سومین برنده توپ طلای زنان پس از آدا هگربرگ در سال ۲۰۱۸ و مگان راپینو در سال ۲۰۱۹ تبدیل شود. او در سال‌های ۲۰۲۱ و ۲۰۲۲ به‌عنوان بهترین بازیکن زن انتخاب شد.
الکسیا پوتیاس افتخارات فراوانی با تیم بانوان بارسلونا کسب کرده است از جمله چندین قهرمانی در لالیگا، جام حذفی فوتبال اسپانیا و لیگ قهرمانان اروپا.از او به عنوان یکی از بهترین بازیکنان فوتبال زنان جهان عنوان میکنند و در کنار لیونل مسی یکی از اسطوره های فوتبال بارسلونا یاد میشود.